# Myxoproteus meridianalis
Myxoproteus meridianalis is een microscopische parasiet uit de familie Sinuolineidae. Myxoproteus meridianalis werd in 1977 beschreven door Evdokimova. 